# Heteroconis helenae
Heteroconis helenae är en insektsart som beskrevs av György Sziráki 2001. Heteroconis helenae ingår i släktet Heteroconis och familjen vaxsländor. Inga underarter finns listade i Catalogue of Life.